# Линден-Белл, Дональд
Дональд Линден-Белл (англ. Donald Lynden-Bell; 5 апреля 1935 — 6 февраля 2018) — английский астрофизик. Член Лондонского королевского общества (1978), иностранный член Национальной академии наук США (1990).

## Научные работы
В 1962 году совместно с Олином Эггеном и Алланом Сэндиджем предположил впервые, что Млечный Путь образовался из сколлапсировавшегося газового облака. В 1969 году предположил, что источником излучения квазаров является аккреционный диск сверхмассивной чёрной дыры, находящейся в центре галактики. В 1980-е годы вместе с группой исследователей выдвинул гипотезу Великого аттрактора.

## Административные и почётные должности
Президент Королевского астрономического общества в 1985—1987 годах.

## Награды и признание
- Медаль Карла Шварцшильда (1983)
- Медаль Эддингтона (1984)
- Премия Дирка Брауэра (1990)
- Золотая медаль Королевского астрономического общества (1993)
- Медаль Кэтрин Брюс (1998)
- Премия Джона Карти (2000)
- Премия Генри Норриса Рассела (2000)
- Премия Кавли по астрофизике (2008)

## Избранные публикации
- Eggen O.J., Lynden-Bell D., Sandage A.R. Evidence from the motions of old stars that the Galaxy collapsed // Astrophysical Journal. — 1962. — Vol. 136. — P. 748-766. — doi:10.1086/147433.
- Goldreich P., Lynden-Bell D. Spiral arms as sheared gravitational instabilities // Monthly Notices of the Royal Astronomical Society. — 1965. — Vol. 130. — P. 125-158. — doi:10.1093/mnras/136.1.101.
- Lynden-Bell D. Statistical mechanics of violent relaxation in stellar systems // Monthly Notices of the Royal Astronomical Society. — 1967. — Vol. 136. — P. 101-121. — doi:10.1093/mnras/136.1.101.
- Lynden-Bell D., Wood R. The gravo-thermal catastrophe in isothermal spheres and the onset of red-giant structure for stellar systems // Monthly Notices of the Royal Astronomical Society. — 1968. — Vol. 138. — P. 495-525. — doi:10.1093/mnras/138.4.495.
- Lynden-Bell D. Galactic nuclei as collapsed old quasars // Nature. — 1969. — Vol. 223. — P. 690-694. — doi:10.1038/223690a0.
- Lynden-Bell D., Kalnajs A.J. On the generating mechanism of spiral structure // Monthly Notices of the Royal Astronomical Society. — 1972. — Vol. 157. — P. 1-30. — doi:10.1093/mnras/157.1.1.
- Lynden-Bell D., Pringle J.E. The evolution of viscous discs and the origin of the nebular variables // Monthly Notices of the Royal Astronomical Society. — 1974. — Vol. 168. — P. 603-637. — doi:10.1093/mnras/168.3.603.
- Dressler A., Lynden-Bell D., Burstein D., Davies R.L., Faber S.M., Terlevich R., Wegner G. Spectroscopy and Photometry of Elliptical Galaxies. I. New Distance Estimator // Astrophysical Journal. — 1987. — Vol. 313. — P. 42-58. — doi:10.1086/164947.
- Lynden-Bell D., Faber S.M., Burstein D., Davies R.L., Dressler A., Terlevich R., Wegner G. Spectroscopy and Photometry of Elliptical Galaxies. V. Galaxy Streaming toward the New Supergalactic Center // Astrophysical Journal. — 1988. — Vol. 326. — P. 19-49. — doi:10.1086/166066.